# Peter Wallace Rodino Jr.
Peter Wallace Rodino Jr. (Newark, 7 giugno 1909 – West Orange, 7 maggio 2005) è stato un politico e avvocato statunitense, membro del Congresso democratico degli Stati Uniti in rappresentanza del New Jersey dal 1949 al 1989. Rodino è salito alla ribalta come presidente del Comitato giudiziario della Camera, la commissione che inquisì sullo scandalo Watergate mettendo sotto accusa (impeachment) il presidente Richard Nixon costretto alla fine a dimettersi. È stato il membro più longevo della Camera dei Rappresentanti USA dello stato del New Jersey.

## Biografia
Rodino è nato come Pellegrino Rodino Jr. nel North Ward di Newark, New Jersey, il 7 giugno 1909. Suo padre, Pellegrino Rodino (1883-1957), era originario di Atripalda, una cittadina italiana in provincia di Avellino. Rodino Sr. emigrò negli Stati Uniti nel 1900 e lavorò come macchinista in una pelletteria, quindi come ebanista e falegname, e per trent'anni come attrezzista per la General Motors (Hyatt Roller Bearing). Sua madre, Giuseppina (Margaret) Girard (1884-1913), era nata a Newark. Pellegrino e Giuseppina si sposarono nel 1900. Pellegrino Rodino Jr., il cui nome fu poi americanizzato in Peter, era il più giovane di tre figli. Giuseppina Rodino morì nel 1913 di tubercolosi, quando Rodino aveva 4 anni;  suo padre in seguito sposò Antonia (Gemma) DeRobertis (morta nel 1944), vedova di Michael Paladino.
Ha frequentato la McKinley Grammar School, diplomandosi nel febbraio 1922. Ha frequentato la Barringer High School. È andato al college presso l'Università di Newark e ha conseguito una laurea in giurisprudenza alla Newark Law School; entrambi gli istituti fanno ora parte della Rutgers University. Il suo modo di parlare fu gravemente influenzato da un attacco di difterite infantile, costringendolo a seguire la terapia del linguaggio e recitando per ore "Shakespeare attraverso la bocca piena di biglie". Rodino ha sopportato dieci anni di lavori umili mentre studiava di notte per laurearsi in legge. Ha lavorato per la compagnia ferroviaria e di trasporto del servizio pubblico, quindi ha venduto assicurazioni. Ha anche lavorato alla Ronson Art Metal Works producendo accendini, ha insegnato a parlare in pubblico ed è stato anche autore di canzoni.
Rodino ha quindi lavorato nell'amministrazione del presidente Franklin Roosevelt come agente per gli appelli per il Newark Draft Board. Sebbene l'incarico lo esentasse dalla leva, Rodino si arruolò nell'esercito statunitense nel 1941 e prestò servizio dal 1942 al 1946. Frequentò la British Officers Training University of England, fu assegnato come sottotenente alla Prima Divisione Corazzata in Nord Africa e successivamente in Italia con la Missione Militare Esercito Italiano, una forza alleata congiunta. A causa della sua fluidità nell'italiano, fu nominato aiutante del Comandante Generale di Roma.  Ha guadagnato una stella di bronzo per il servizio in Italia e Nord Africa; è stato congedato con il grado di capitano.

### Per 40 anni al Congresso degli Stati Uniti
Nel 1948 il deputato repubblicano Fred A. Hartley Jr., noto per essere stato sponsor nel 1947 del Taft-Hartley sul lavoro, decise di non ricandidarsi nel 1949. Rodino si candidò così per il decimo seggio del Congresso del distretto affrontando il repubblicano Anthony Giuliano, che era stato membro dell'Assemblea statale e assistente procuratore degli Stati Uniti. Rodino ebbe il forte sostegno del presidente Harry Truman che, parlando a Newark il 6 ottobre 1948, lo appoggiò apertamente. Rodino vinse con il 50,72% contro il 45,70% dell'avversario.
Alla ricerca di un secondo mandato nel 1950, Rodino affrontò il repubblicano William H. Rawson, un "freeholder" con sei mandati della contea di Essex. Rodino vinse con il 61,02% contro il 38,99%. Nel 1952, Rodino affrontò un ambiente politico nazionale che era decisamente repubblicano ma Rodino vinse ugualmente un terzo mandato con il 56,87% contro il 41,77% del repubblicano Alexander Matturri. Quindi sconfisse (con il 63,37%) anche il repubblicano William E. McGlynn, consigliere per due mandati di Kearny, New Jersey.

### Presidente della Commissione giudiziaria della Camera
Rodino divenne presidente della Commissione Giudiziaria della Camera nel gennaio 1973, all'inizio del 93º Congresso. Succedette a Emanuel Celler, un cinquantenne che era stato sconfitto per la ricandidatura alle primarie democratiche del 1972.
Più tardi, nel 1973, dopo che il presidente Richard Nixon licenziò il procuratore speciale del Watergate Archibald Cox il 20 ottobre, in quello che divenne noto come il " Massacro del Sabato Sera", furono proposte alla Camera numerose risoluzioni relative all'impeachment presidenziale. Il presidente della Camera Carl Albert li ha passati alla commissione giustizia.  Il processo di impeachment che ne è seguito contro Richard Nixon mise Rodino, che fino ad allora aveva mantenuto un basso profilo al Congresso, sotto i riflettori politici.
La Commissione trascorse otto mesi a raccogliere prove e a premere sul presidente affinché ottemperasse alle chiamate per le registrazioni e i documenti dei nastri della Casa Bianca. Nel 2005, John Doar, che è stato consigliere speciale del comitato giudiziario durante le audizioni del Watergate, ha detto di Rodino: "Fu in grado di imporre disciplina al personale. Ha insistito sul fatto che non ci fossero fughe di notizie e che la Commissione fosse bipartisan, non di parte. Anche se il deputato Rodino era un uomo tranquillo, aveva il talento di guidare, gestire, e lo ha fatto molto bene".
Prima della votazione finale, Rodino dichiarò: "Abbiamo deliberato. Siamo stati pazienti. Siamo stati giusti. Ora il popolo americano, la Camera dei Rappresentanti e la Costituzione e l'intera storia della nostra repubblica ci chiedono di decidere". In un'intervista del 1989 con Susan Stamberg della National Public Radio, Rodino ricordò che, dopo che il comitato aveva terminato il suo lavoro sugli articoli di impeachment, andò in una stanza sul retro, chiamò sua moglie e pianse. Affermò anche: "Nonostante io fossi democratico, nonostante molti pensassero che volessi far cadere un presidente non democratico, Nixon era il nostro Presidente".
Rodino presiedette l'audizione di conferma della vicepresidenza di Gerald Ford nel dicembre 1973 davanti alla commissione giudiziaria della Camera. È stato anche nominato due volte dalla Camera come uno dei manager per condurre (perseguire) la procedura di impeachment contro un giudice federale degli Stati Uniti: il giudice del Nevada, Harry Claiborne, nel 1986 (per evasione fiscale) e il giudice della Florida (e successivamente membro del Congresso) Alcee Hastings nel 1988 (per falsa testimonianza).

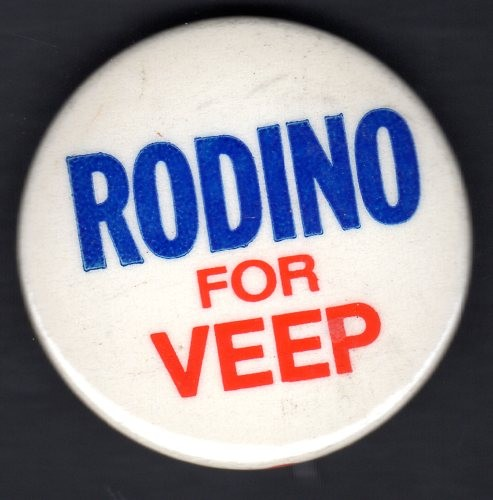

### Candidato alla vicepresidenza
Rodino emerse come possibile candidato alla vicepresidenza in corsa con Jimmy Carter, candidato a suo volta alla presidenza,  nel 1976. Circa 50 membri della Camera firmarono una petizione che esortava Carter a scegliere Rodino.  Carter elaborò una breve lista di sette nomi: oltre a Rodino, i senatori Walter Mondale, Frank Church, Henry Jackson, John Glenn, Edmund Muskie e Adlai Stevenson III. A luglio, prima che Carter avesse fatto la sua scelta, Rodino si ritirò parlando della sua età (67 anni) e di un caso ricorrente di glaucoma. A Rodino fu poi chiesto di fare il discorso di nomina per Carter alla Convention Nazionale Democratica di New York.

## Vita privata
Rodino sposò Marianna (Ann) Stango nel 1941. Ebbero due figli: Margaret (Peggy) e Peter W. Rodino III. Peggy sposò Charles A. Stanziale Jr., il cui padre era stato membro dell'Assemblea dello Stato Democratico nel 1932 e in seguito come assistente procuratore degli Stati Uniti. Marianna Rodino morì il 3 dicembre 1980, all'età di 70 anni. Nel 1989 Peter Rodino sposò Joy Judelson, che aveva lavorato nel suo staff del Congresso dal 1963 al 1969. Sono rimasti sposati fino alla sua morte nel 2005.

## Curiosità
La lunga carriera politica di Rodino è stata effettuata sotto ben otto presidenti degli Stati Uniti: Harry Truman, Dwight Eisenhower, John Kennedy, Lyndon Johnson, Richard Nixon, Gerald Ford, Jimmy Carter, Ronald Reagan. Ad un giornalista che gli aveva chiesto quale fosse stato secondo lui il miglior presidente, rispose: "Truman e poi Kennedy".